# Чесменский обелиск
Чесме́нский обели́ск — памятник в Дворцовом парке Гатчины, воздвигнутый в честь победы русского флота над турецким в Чесменском сражении 24—26 июня (5—7 июля) 1770 года, во время Русско-турецкой войны 1768—1774 годов. Представляет собой простой мраморный обелиск, сооружённый на берегу Белого озера по проекту итальянского архитектора Антонио Ринальди в 1770-х годах, в период, когда Гатчина принадлежала князю Г. Г. Орлову. Один из целого ряда мемориалов, посвящённых победе в Чесменском сражении, наряду с другими памятниками, зданиями, дворцовыми интерьерами в пригородах Санкт-Петербурга. Объект культурного наследия России федерального значения в категории памятников градостроительства и архитектуры.

## История
Победа русского флота в Чесменском сражении, произошедшем 24—26 июня (5—7 июля) 1770 года, в период Русско-турецкой войны 1768—1774 годов, была отмечена сразу несколькими мемориалами в пригородах Санкт-Петербурга, что говорит о том значении, которое эта победа имела для Российской империи. В Екатерининском парке Царского Села была поставлена Чесменская колонна, у дороги из Петербурга на Царское Село были построены путевой Чесменский дворец и Чесменская церковь, в Большом дворце в Петергофе появился мемориальный Чесменский зал. Уже в XIX веке за одной из парадных галерей Большого Гатчинского дворца закрепилось название Чесменской.

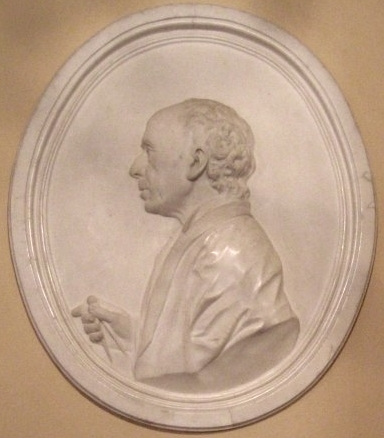
А. Ринальди. Барельеф Ф. И. Шубина в Проходной Ринальди Большого Гатчинского дворца

В Дворцовом парке Гатчины памятником Чесменскому сражению стал Чесменский обелиск. Он является одним из наиболее ранних архитектурных сооружений на территории парка. Его создание относится к первому периоду истории дворцово-паркового ансамбля, который охватывает 1766—1783 годы и связывается с именами владельца усадьбы графа (позднее — светлейшего князя) Г. Г. Орлова, которому Гатчина была пожалована Екатериной II, и итальянского архитектора Антонио Ринальди, по проектам которого в эти годы здесь строился дворец, разбивался парк, возводились декоративные сооружения в парке.
Чесменский обелиск уже существовал к 1783 году, моменту смерти Григория Орлова, после которой поместье было выкуплено в казну и подарено Екатериной своему сыну, наследнику престола великому князю Павлу Петровичу. По сведениям так называемого «Юрнала береговой описи», составленного неким штурманом Крыласовым, в 1783 году наиболее значительными сооружениями гатчинского парка были лишь Чесменский обелиск, Восьмигранный колодец и Колонна Орла. Сравнительно малое число архитектурных объектов в целом было характерно для пейзажных парков середины XVIII века.
Обелиск был воздвигнут в 1770-е годы, вероятно, ближе к середине десятилетия, по проекту А. Ринальди. Он явился по своему содержанию фамильным мемориалом рода Орловых. Брат владельца усадьбы князя Г. Г. Орлова, граф А. Г. Орлов, командовал русским флотом во время Первой Архипелагской экспедиции в годы русско-турецкой войны, и именно под его командованием в 1770 году была одержана чесменская победа. Обелиск в Гатчине строился приблизительно в те же годы, что и аналогичный монумент — Чесменская колонна — в императорском Царском Селе.
Мемориал является объектом культурного наследия России федерального значения в категории памятников градостроительства и архитектуры. Он был взят под охрану постановлением Совета министров РСФСР в августе 1960 года.

## Описание

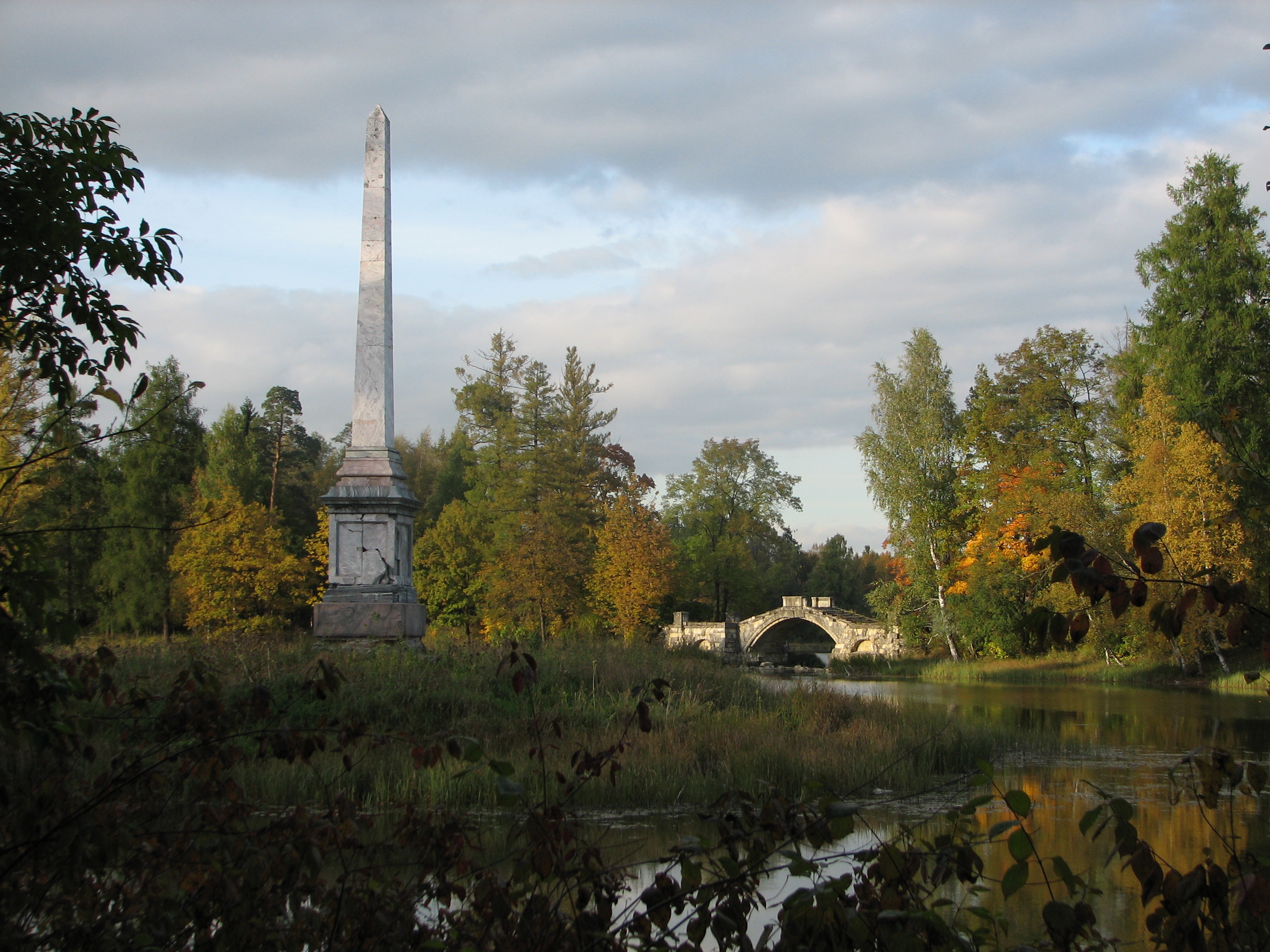
Чесменский обелиск и Горбатый мост

Общая высота обелиска — 10 м. Памятник установлен на уровне окружающего газона, без какого-либо земляного возвышения, и покоится на трёхступенчатом стилобате из красного гранита, на котором лежит массивный плинт из того же камня, со срезанными углами и без дополнительных деталей. Нижняя часть собственно пьедестала — невысокий четырёхгранник из тёмно-серого мрамора с наклонным срезом по верхнему краю. Самая высокая средняя часть пьедестала, тоже четырёхгранная, вырублена из серовато-серебристого рускеальского мрамора. По сторонам она имеет заглубленные прямоугольные филёнки. Верхняя — карнизная — часть пьедестала сильно профилирована. Она вырезана из серого мрамора.
Над пьедесталом возвышается стрела самого обелиска, представляющая в плане четырёхугольник. Она профилирована лишь в самом низу, на большей части её длины поверхности гладкие. Она поднимается вверх, постепенно сужаясь, и завершается пирамидой. Колонна обелиска изготовлена из бледно-розового мрамора и имеет высоту почти 6 м. Пропорции частей памятника, ритм его объёмов подчёркивают его вертикальную устремлённость. Он оценивается искусствоведами как весьма удачный парковый монумент.

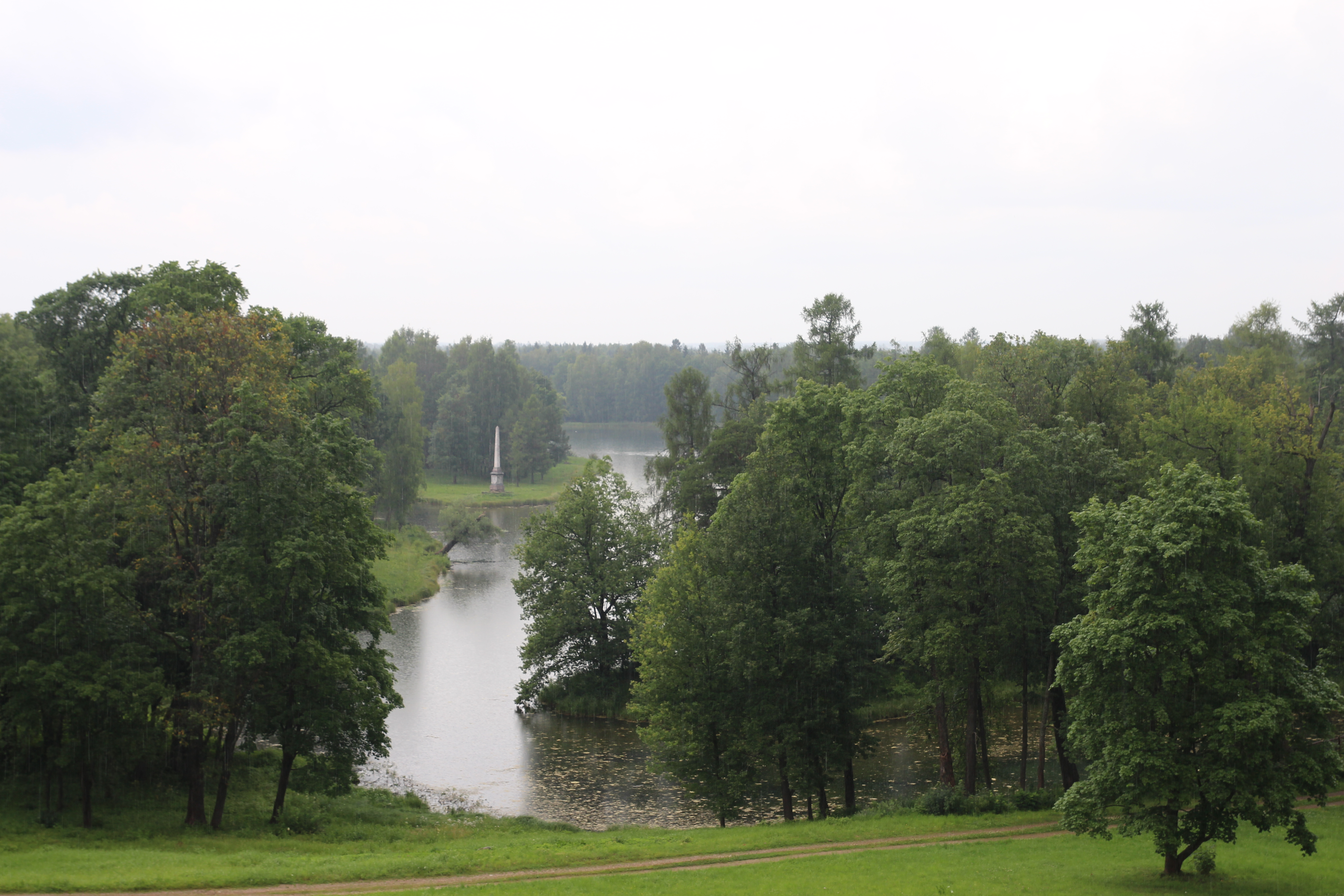
Вид на Чесменский обелиск от Большого Гатчинского дворца

Чесменский обелиск выполняет как мемориальную, так и декоративную функцию. В колористическом отношении использованные мраморы (преимущественно — олонецкие) подобраны по близости своих оттенков, в результате чего издалека памятник видится в едином общем тоне, и лишь вблизи разница цветов камня подчёркивает композицию сооружения.
Обелиск установлен на берегу Белого озера, на оконечности длинного фигурного мыса, открытого с разных сторон, и воспринимается как своего рода памятник-маяк у небольшой бухты, образованной мысом. Эта бухта могла ассоциироваться с Чесменской бухтой Эгейского моря. Аналогичным образом выбраны места для установки мемориальных объектов, спроектированных Ринальди в Царском Селе — Чесменская и Морейская колонны, посвящённые победам над турками в ходе Архипелагской экспедиции, тоже поставлены у водоёмов. Недалеко от Чесменского обелиска, в той части парка, что располагается между ним и Большим дворцом (так называемый «Графин»), ранее находилась ныне не сохранившаяся Турецкая палатка — сооружение в виде шатра с флагом Российского императорского флота. Палатка, как и обелиск, рассматривалась в качестве своеобразного памятника победам русского оружия в войне с Османской империей.
Высокий и простой по форме обелиск рассчитан на обозрение с больших расстояний. Он хорошо виден из Большого Гатчинского дворца, например, со смотровой площадки Сигнальной башни или из окон Башенного кабинета императрицы Марии Фёдоровны; с разных мест Длинного острова, в том числе — с мыса, отделяющего Белое озеро от придворцового Серебряного, а также, сквозь деревья, от находящегося в северной части острова Павильона Орла; с дорожек, идущих вдоль берегов Белого озера, в частности — с аллей западного берега, уходящих на север из района бывшего Плоского моста.